# 血統の崩壊
血統の崩壊（けっとうのほうかい、英語: pedigree collapse）は、系譜学における用語で、祖先を共有する2人の個人間の生殖によって生まれた子孫が持つ祖先の数が、祖先を共有しない2人の個人間の生殖によって生まれた子孫が持つ祖先の数より少なくなることを意味する。ロバート・C・ガンダーソンが作った用語であり、同じ概念は系統の喪失（ドイツ語: Ahnenschwund）またはインプレックス（implex）という用語でも知られている。

## 概要
血統の崩壊がなければ、人の家系図は父母（2）、祖父母（4）、曾祖父母（8）などによって形成される二分木である。 しかし、そのような家系図の個体数は指数関数的に増加し、最終的には極端に多くなる。例えば、今日生きている1人の個人は、30世代以上遡った中世盛期の時代に、その時の世界人口を上回る{\displaystyle 2^{30}}人、10億人以上の祖先を抱えていることになる。
この明らかなパラドックスは、血統の崩壊と呼ばれる共通の祖先によって説明される。家系図は全ての異なる個人で構成されているのではなく、1人の個人が家系図の複数の場所を占める場合がある。これは通常、祖先の親が互いに血縁関係がある（時には彼ら自身も知らない）時に発生する。例えば、いとこ同士の夫婦の子孫は、通常の8人ではなく、6人の曽祖父母しか持たない。この祖先の数の減少が、血統の崩壊である。それは、家系図を有向非巡回グラフに圧縮させる。
いくつかの文化では、いとこ同士やその他の近親者間の結婚が認められ、奨励され、必要となる場合があった。これは、親族の絆、富と財産を家庭内で保つため（族内婚）、あるいは単純に潜在的な婚姻パートナーが限られた数しかいなかったためという可能性がある。王室の中で、王族同士の結婚を頻繁に要求することは、遺伝子プールを減少させ、大部分の個人は広範な血統の崩壊の結果であった。例えば、スペイン王アルフォンソ12世は、通常の8人ではなく、4人の曽祖父母しかいなかった。さらに、スペイン王カルロス4世と王妃マリア・ルイサは従兄妹婚しており、その娘マリーア・イザベッラと従兄妹婚した両シチリア王フランチェスコ1世の父フェルディナンド1世は、カルロス4世の弟だった。 彼ら兄弟は共にスペイン王カルロス3世と王妃マリア・アマリアの息子だった。
より一般的な例でいうと、多くの文化では、婚姻は小さな村で頻繁に起こり、利用可能な遺伝子プールが制限される。

## 祖先
ハプスブルク家は、血統の崩壊をよく記録している。ハプスブルク家最後のスペイン王カルロス2世の場合、直近の先祖（親、祖父母、曾祖父母）の7組のうちで3組の叔姪婚があった。父と曾祖父の2人は、それぞれの姪と結婚した。父方の祖父母はいとこ半の関係だったが、彼らは母方の祖母の両親でもあったため、7つの結婚のうちの2つを構成した。母方の祖父母の結婚と曽祖父母の結婚は、いとこ婚だった。
単一世代内の最大の血統の崩壊（50％）は、全血兄妹間の生殖によって引き起こされる。 そこから生まれた子供たちは、通常の4人ではなく、2人の祖父母しか持っていない。2人の半血兄妹が生んだ場合は、彼らの子供は4人ではなく3人の祖父母（25％）を持つ。
親子間が生殖する場合、子孫には4人の祖父母がいるが、これらのうちの1つも親であり、したがって遺伝子が追加されない（そのため、親子間からの出生は全血兄妹間からの出生よりも血統の崩壊を少なくする）。
人が両親のうちの1人の兄弟と一緒に祖父母として生まれた場合、子孫には4人の祖父母と8人の曾祖父母がいるが、これらのいくつかは追加の遺伝子を寄与しない(近親交配を参照)。
遠隔島のような小さく隔離された集団は、血統の崩壊の極端な例を表しているが、近代的な輸送と比較すると人口が相対的に不動であるため、歩行距離の中でそれらを結婚させる傾向は、ほとんどの結婚相手が少なくとも遠い血族であることを意味する。19世紀のアメリカでさえ、移住者の民族、言語、文化団体の結婚傾向は、多くのいとこ婚をもたらした。
時刻tの関数として、時刻tに生きていた個体の祖先の数を考えると、ほとんどの個体にとって、この式は約1200年頃に最大値をとる可能性が高い。一部の遺伝学者は、地球上の誰もが他の誰にとっても少なくとも50番目のいとこであると考えている。